# Nigerian National Shipping Line
Die nigerianische Reederei Nigerian National Shipping Line Ltd. (NNSL) bestand von 1959 bis 1995.

## Geschichte

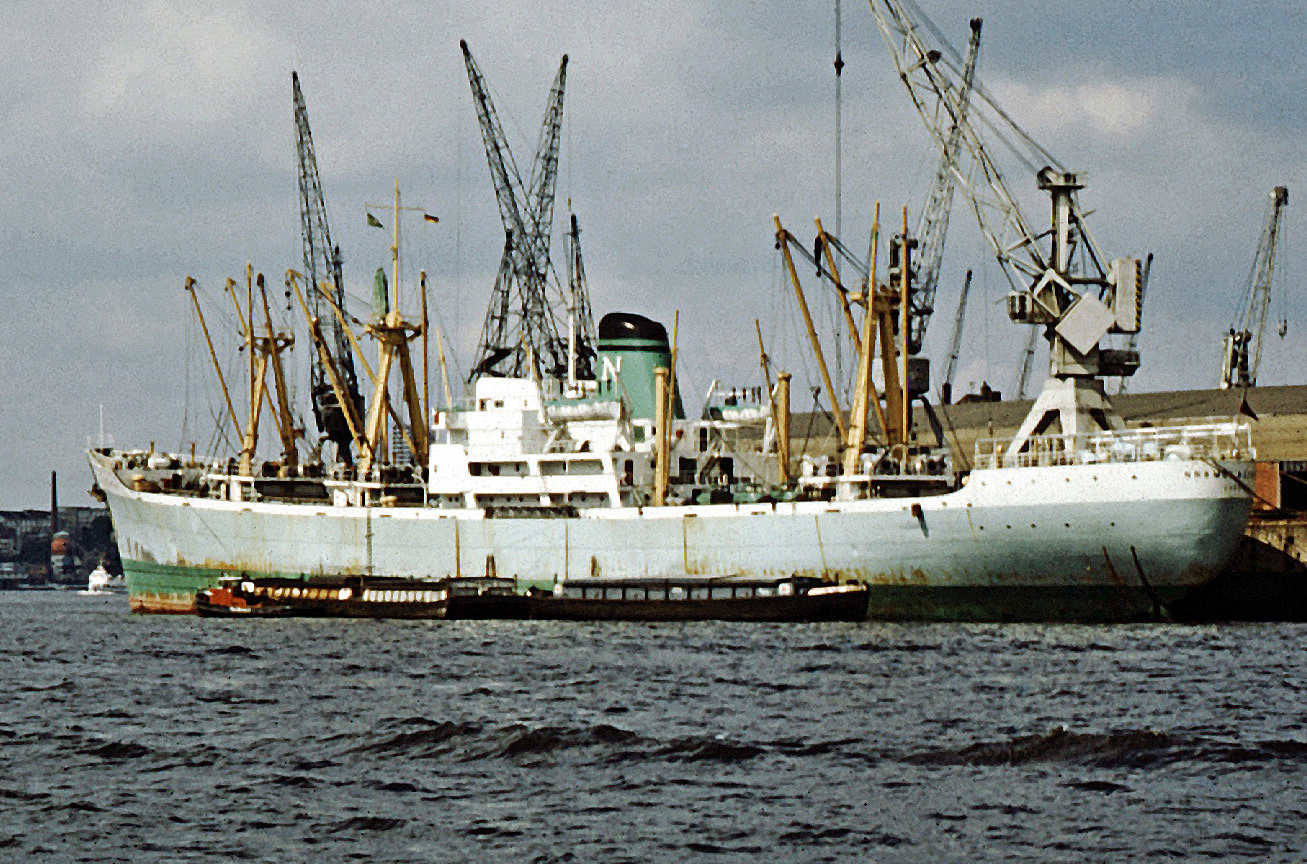
Die Nnamdi Azikiwe 1973 in Hamburg

Die Gründung der Staatsreederei im Jahr 1959 ging auf eine private Initiative des nigerianischen Repräsentantenhauses zurück und fiel mit der Einführung des parlamentarischen Systems vor der Unabhängigkeit der ehemaligen britischen Kronkolonie Nigeria im Jahr 1960 zusammen. Das Schifffahrtsunternehmen mit Sitz in Lagos hielt zunächst 51 % der Anteile, Elder Dempster 33 % und die Palm Line 16 %. Das Management und technische Know-how der beiden britischen Reedereien wurde beim Aufbau benötigt. Elder Dempster stellte anfangs auch das komplette Personal und begann mit der Ausbildung nigerianischer Seeleute. Schon im Gründungsjahr wurde die NNSL in die West African Lines Conferences (WALCON) aufgenommen. Im Jahr 1961 übernahm der nigerianische Staat auch die Anteile der beiden britischen Teilhaber.

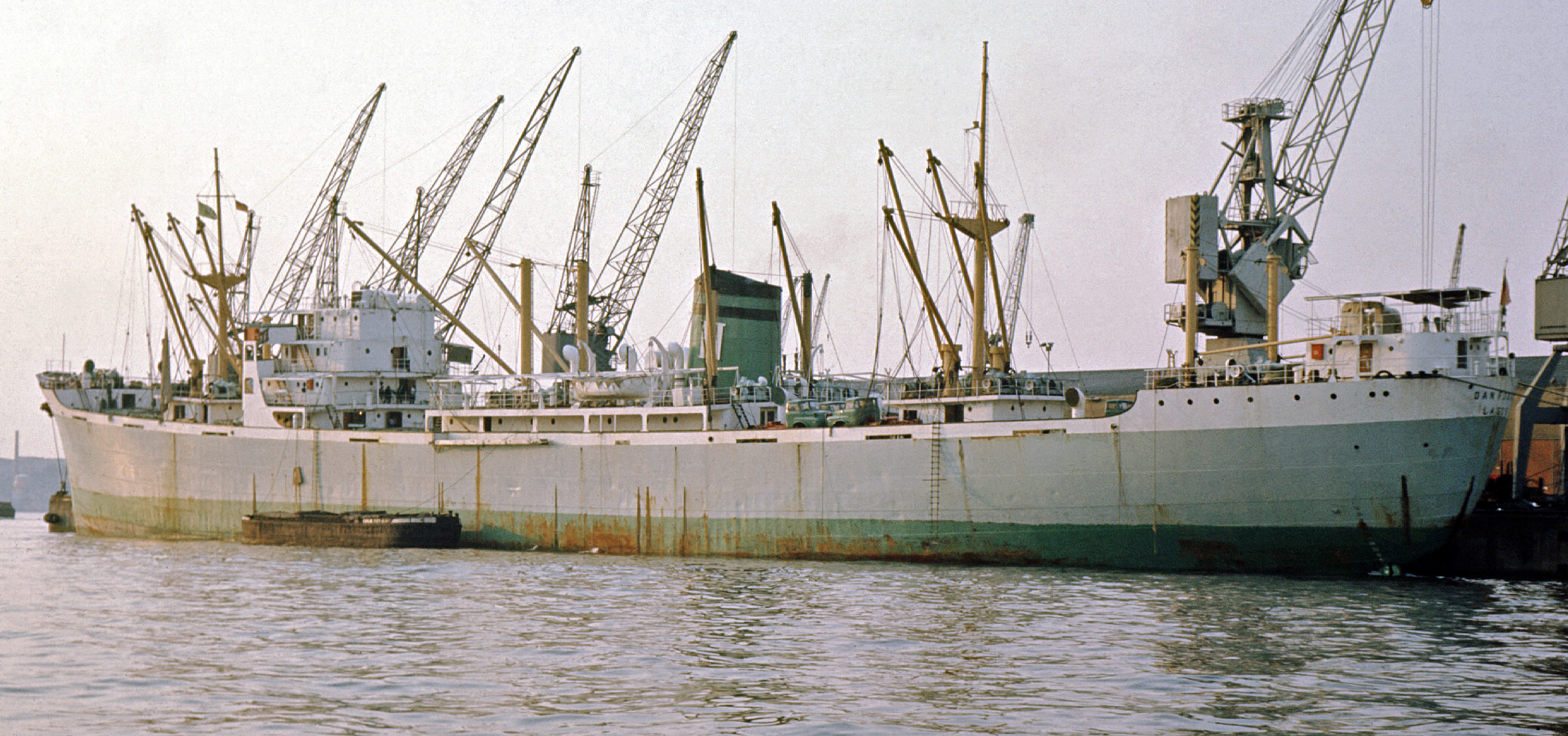
Die Dan Fodio (ex La Sierra) 1974 in Hamburg

Die Reederei charterte anfangs Fremdtonnage und erwarb kurz darauf drei gebrauchte Schiffe. Als erstes wurden regelmäßige Liniendienste zwischen Westafrika und Europa aufgebaut. Bis 1971 war die Flotte auf 15 Schiffe angewachsen und 1973 wurde die Tochtergesellschaft Nigerline (UK) Ltd in Liverpool eröffnet, die sich um die Abwicklung von Wartung und Reparaturen sowie um Ausbildung und Bemannung der Schiffe kümmerte. Ab 1978 kamen 19 Neubauten in Fahrt und im Jahr 1980 erreichte die NNSL-Flotte ihren Höchststand von 27 Einheiten mit einer Gesamttragfähigkeit von 661.030 Tonnen.
Ab Ende der 1970er Jahre geriet die Reederei durch politische Einflussnahme, Missmanagement, Fehlplanung und Korruption immer wieder in Bedrängnis, konnte aber durch massive staatliche Zuschüsse am Leben gehalten werden. Die NNSL blieb bis 1995 in Betrieb, danach veräußerte die National Maritime Authority (NMA) alle Schiffe bis auf eines und übertrug den übrigen Besitz auf die neu gegründete Reederei National Unity Line (NUL) – diese setzte den Betrieb bis 2005 fort.

## Die Schiffe der Nigerian National Shipping Line (Auswahl)
| Flotte der Nigerian National Shipping Line | Flotte der Nigerian National Shipping Line | Flotte der Nigerian National Shipping Line | Flotte der Nigerian National Shipping Line | Flotte der Nigerian National Shipping Line           | Flotte der Nigerian National Shipping Line |
| Bauname                                    | Bauwerft/ Baunummer                        | IMO-Nummer                                 | Ablieferung                                | Auftraggeber                                         | Umbenennungen und Verbleib |
| ------------------------------------------ | ------------------------------------------ | ------------------------------------------ | ------------------------------------------ | ---------------------------------------------------- | --- |
| La Sierra                                  | Doxford, Sunderland/775                    | 5085873                                    | Juni 1950                                  | Buries Markes, London                                | 1959 als Dan Fodio zur NNSL, 1974 Fos, 1978 Kronos II, 1978 Kronos I, ab Oktober 1978 in Gadani verschrottet. |
| North Cornwall                             | Bartram & Sons, Sunderland/344             | 5261063                                    | September 1954                             | North Shipping Company (H.Roberts), Newcastle        | 1959 als Oduduwa zur NNSL, 1974 Nanina, 1977 Anastasia V, ab 29. Oktober 1979 verschrottet. |
| Tyria                                      | Doxford, Sunderland/808                    | 5187578                                    | Juli 1955                                  | Anchor Line, Glasgow                                 | 1959 als King Jaja zur NNSL, 1975 Esperos, ab Juni 1978 in Gadani verschrottet. |
| La Hacienda                                | Swan, Hunter, Wallsend/1898                | 5264182                                    | März 1953                                  | Buries Markes, London                                | 1960 als Oranyan zur NNSL, 1976 Mathios Apessakis, 1977 Marilaki, ab 8. August 1980 von der Mao Chen Iron & Steel Company in Kaohsiung verschrottet.                                                                                               |
| Silverdene                                 | J. L. Thompson & Sons, Monkwearmouth/241   | 5100051                                    | Mai 1956                                   | Silver Line, London                                  | 1960 als El Kanemi zur NNSL, 1978 Anemi, ab 3. Juni 1980 von der Li Chong Steel & Iron Works Company in Kaohsiung verschrottet. |
| Nnamdi Azikiwe                             | Swan Hunter, Wallsend/1994                 | 5407485                                    | Januar 1963                                | NNSL, Lagos                                          | 1981 Ronhill, ab 6. Juli 1982 in Griechenland aufgelegt, 1985 Ionian Skipper ab 4. Mai 1985 in Karachi verschrottet. |
| Ahmadu Bello                               | Swan Hunter, Wallsend/1996                 | 5410054                                    | April 1963                                 | NNSL, Lagos                                          | 1981 Ronson, 1984 Ionian Dream, ab 15. Mai 1985 von Paramount Steel in Gadani verschrottet. |
| Sussex Trader                              | Pickersgill, Southwick/346                 | 5345950                                    | Mai 1957                                   | Trader Navigation Company, London                    | 1964 als Herbert Macaulay zur NNSL, 1976 Anel D'Azur, ab 23. August 1982 von Adam Hardware Industries in Gadani verschrottet. |
| River Niger                                | Nordseewerke, Emden/395                    | 6810172                                    | 30. April 1968                             | NNSL, Lagos                                          | 1983 River, 1984 als Tiger, 1985 verschrottet. |
| River Benue                                | Nordseewerke, Emden/396                    | 6817027                                    | 23. Juli 1968                              | NNSL, Lagos                                          | 1983 Dynasty, 1986 Parrot, ab 20. April 1986 von Modern Erectors in Sachana verschrottet. |
| River Ogun                                 | Nordseewerke, Emden/397                    | 6822591                                    | 17. Oktober 1968                           | NNSL, Lagos                                          | 1983 Shogun, vom 25. März 1984 bis zum 7. Juni 1985 als Fairview in Piräus aufgelegt, 1985 Fame, ab 21. August 1985 in Gadani verschrottet. |
| River Ethiope                              | Nordseewerke, Emden/398                    | 6900408                                    | 24. November 1969                          | NNSL, Lagos                                          | 1984 Nic, 1985 Limnia, ab 15. Oktober 1986 von der Ming Hsien Steel Mill in Kaohsiung verschrottet. |
| Poeldyk                                    | August Pahl, Hamburg/321                   | 6900408                                    | 8. Oktober 1964                            | Nederlandsch-Amerikaansche Stoomvaart Mij, Rotterdam | 1974 als River Gongola zur NNSL, 1979 Mikelden, 1983 Su Long, 1991 Hua Gui, 1997 Hua Jie, 2005 im Register gelöscht. |
| River Hadejia                              | Stocznia Szczecińska, Stettin/B430-I/      | 7362689                                    | 7. September 1974                          | Harald Schuldt, Hamburg                              | 1986 Green Lagoon, 1987 Gulf Liberty, 1988 LM Noble Lady, 1989 Ganges, 1991 Orient Ganges, ab 30. September 1999 in Alang verschrottet. |
| River Jimini                               | Hyundai, Ulsan/101                         | 7716309                                    | 4. April 1979                              | NNSL, Lagos                                          | 1989 Enarxis, 1998 Venezia, 2000 Elena X, 2001 Serena I, 2001 Essco Ploes, 2001 Serena 1, 2001 Igen Erena, ab 23. Juli 2001 in Indien verschrottet.                                                                                                |
| River Kerawa                               | Hyundai, Ulsan/102                         | 7716311                                    | Mai 1979                                   | NNSL, Lagos                                          | 1989 Rawa, 1989 Kinzan Maru, ab 17. September 2001 in Alang verschrottet. |
| River Adada                                | Brodosplit, Split/290                      | 7716672                                    | 14. Mai 1979                               | NNSL, Lagos                                          | 1996 River, 1996 Axion I, 2004 Leonis, 2008 Leona, ab 9. August 2009 in Chittagong verschrottet. |
| River Oji                                  | Brodosplit, Split/291                      | 7716684                                    | 30. Juni 1979                              | NNSL, Lagos                                          | 1996 Falconzord, ab 28. Februar 1999 in Xinhui verschrottet. |
| River Asab                                 | Hyundai, Ulsan/103                         | 7716323                                    | 17. Juli 1979                              | NNSL, Lagos                                          | 1996 New Horizon, ab 10. März 1999 in Gadani verschrottet. |
| River Mada                                 | Hyundai, Ulsan/104                         | 7716335                                    | 17. August 1979                            | NNSL, Lagos                                          | 1996 River, 1997 Axion II, 1998 Trainer, 2004 Lagos I, ab 8. Mai 2004 in Alang verschrottet. |
| River Oli                                  | Brodosplit, Split/292                      | 7716696                                    | 20. September 1979                         | NNSL, Lagos                                          | Ab 5. Juli 2001 in Bombay verschrottet. |
| River Andoni                               | Hyundai, Ulsan/105                         | 7716347                                    | 4. Oktober 1979                            | NNSL, Lagos                                          | 1994 in Ellesmere Port festgesetzt, am 17. Juli 1996 beim Werftaufenthalt in Birkenhead durch Maschinenraumbrand beschädigt und am 18. August 1996 zum wirtschaftlichen Totalverlust erklärt, ab 7. Januar 1997 von Demtas in Aliağa verschrottet. |
| River Rima                                 | Hyundai, Ulsan/106                         | 7716359                                    | 16. November 1979                          | NNSL, Lagos                                          | 1989 Lima I, 1989 Jutha Kasamaphan, ab 7. September 2002 in Alang verschrottet. |
| River Aboine                               | Hyundai, Ulsan/107                         | 7716361                                    | 8. Dezember 1979                           | NNSL, Lagos                                          | 1989 Ndoni River, 1999 Megaluck, ab 15. Oktober 2003 in Alang verschrottet. |
| River Majidun                              | Brodosplit, Split/293                      | 7716701                                    | 20. Dezember 1979                          | NNSL, Lagos                                          | Am 3. April 1994 auf Las Palmas gestrandet, am 22. Juli 1994 auf See geschleppt und versenkt. |
| River Osse                                 | Hyundai, Ulsan/108                         | 7716373                                    | 25. Dezember 1979                          | NNSL, Lagos                                          | 1994 Aigokeros, 1995 Krios, 1999 Agi, ab 2. November 2000 in Alang verschrottet. |
| River Gurara                               | Brodosplit, Split/294                      | 7716713                                    | Februar 1980                               | NNSL, Lagos                                          | Am 25. Februar 1989 etwa eine Seemeile vor Kap Espichel gesunken, 18 Todesopfer |
| River Guma                                 | Hyundai, Ulsan/109                         | 7716397                                    | 28. Februar 1980                           | NNSL, Lagos                                          | 1989 Suma, 1989 Shakir, 1991 Jutha Malee, 2003 Hiya Builder, ab 7. Juni 2013 in Alang verschrottet. |
| River Oshun                                | Brodosplit, Split/295                      | 7716725                                    | 4. April 1980                              | NNSL, Lagos                                          | 1995 Windfall, 2000 Rony, ab 14. März 2004 in Yantai verschrottet. |
| River Ogbese                               | Brodosplit, Split/296                      | 7716737                                    | Mai 1980                                   | NNSL, Lagos                                          | Ab 30. Mai 2001 in Alang verschrottet. |
| River Maje                                 | Brodosplit, Split/297                      | 7716749                                    | Juli 1980                                  | NNSL, Lagos                                          | Ab 24. Mai 2001 in Alang verschrottet. |
| River Ngada                                | Hyundai, Ulsan/110                         | 7716402                                    | November 1980                              | NNSL, Lagos                                          | 1994 Simeon Th., 1998 Dina Th., ab 15. August 2002 in Alang verschrottet. |
| River Ikpan                                | Hyundai, Ulsan/111                         | 7720659                                    | August 1980                                | NNSL, Lagos                                          | Ab 29. Mai 2001 in Alang verschrottet. |